# Tamatam
Tamatam è un municipio dell'atollo di Pollap, nelle Isole Caroline. Amministrativamente è una municipalità del distretto Oksoritod, di Chuuk, uno degli Stati Federati di Micronesia. 
Ha una superficie di 1 km² e 510 abitanti (censimento 2008).